# Résolution 326 du Conseil de sécurité des Nations unies
Membres permanents
- Chine
- États-Unis
- France
- Royaume-Uni
- URSS

Membres non permanents
- Australie
- Autriche
- Guinée
- Indonésie
- Inde
- Kenya
- Panama
- Pérou
- Soudan
- Yougoslavie

Résolution no 325 Résolution no 327
La résolution 326 du Conseil de sécurité des Nations unies est adoptée à 13 voix contre zéro lors de la 1 686e séance du Conseil de sécurité des Nations unies le 26 janvier 1973, préoccupé par les actes de provocation et d'agression commis par la Rhodésie du Sud contre la Zambie et troublé par la poursuite de l'intervention militaire de l'Afrique du Sud en Rhodésie, le Conseil a condamné tous les actes de provocation et de harcèlement contre la Zambie.
La résolution demandait le retrait immédiat de toutes les forces militaires sud-africaines de Rhodésie et de sa frontière avec la Zambie et décidait d'envoyer une mission spéciale (composée de 4 membres du Conseil à nommer par le président) pour évaluer la situation dans la région et faire rapport avant le 1er mars 1973. Le Conseil a également saisi l'occasion pour réaffirmer toutes ses positions antérieures contre les nations de Rhodésie et d'Afrique du Sud.
La résolution a été adoptée par 13 voix contre zéro, le Royaume-Uni et les États-Unis s'étant abstenus.

### Sources
- (en) Cet article est partiellement ou en totalité issu de l’article de Wikipédia en anglais intitulé « United Nations Security Council Resolution 326 » (voir la liste des auteurs).

### Texte
- Résolution 326 sur fr.wikisource.org
- Résolution 326 sur en.wikisource.org